# سلسفي متموج
السلسفي المتموج (باللاتينية: Scorzonera undulata) نوع نباتي ينتمي إلى جنس السلسفي من الفصيلة النجمية. سمي نسبة إلى عالم النبات سيزاربانوف.

## الموئل والانتشار
موطنه مصر والمغرب العربي وصقلية.

## مرادفات للاسم العلمي
- (باللاتينية: Scorzonera alexandrina Boiss.)